# Момир Миловановић
Момир Миловановић (?-?) из села Кривача, био је један од последњих мајстора каменореза који су споменике клесали традиционалном техником. Син каменоресца Риста Миловановића.
Од 1952. године споменике углавном машински израђивао од мермера. Као добар мајстор-занатлија учествовао у обнови више цркава и манастира.
Израдио спомен-крајпуташ књижевнику Бранку В. Радичевићу постављен 2003. у Овчар Бањи.